# Стоян Христов (журналист)
 Тази статия е за американския журналист.  За българския икономист вижте Стоян Христов (икономист).  
Стоян Христов (на английски: Stoyan Christowe) е американски журналист, политик, публицист и писател с български произход от Македония.

## Биография
Роден е на 18 август 1898 г. в село Кономлади, Костурско в Османската империя, (днес Макрохори, Гърция). Преживява Илинденското въстание, което се отпечатва в детското му съзнание. През 1912 година се преселва в Америка, воден от чичо си. Скоро след пристигането в Сейнт Луис чичо му умира и Стоян е оставен сам на себе си. За да оцелее, започва като работник из фабриките на града и по железопътните линии на щата Монтана. През 1918 г. постъпва в колеж. По-късно завършва Университет във Валпарайсо, щата Индиана през 1922 година. Прекъсва следването си за половин година, за да изкара средства за довършването му, като се завръща на железопътните строежи, вече в щата Уайоминг.
Към 1926 г. изпълнява длъжността секретар в българското генерално консулство в Чикаго. Упражнява професията на журналист в Ню Йорк, като освен свои разкази публикува и преводи на български автори (като напр. Елин Пелин). Издава в редица вестници и агенции, между които „Ню Йорк таймс“ и „Чикаго дейли нюз“. През 1927 г., след близо 15-годишно непрекъснато пребиваване в САЩ, заминава като кореспондент на в. „Чикаго дейли нюз“ обратно за България.
Кореспондент е на Балканите от 1927 до 1929 година. През това време дружи с Александър Балабанов и Елин Пелин. Пише на английски език предимно на македонска тематика. През 1928 г. посещава Гърция, но не и родното си село, заради опасения да не бъде привлечен като войник в гръцката армия. Не посещава и не известява никого от роднините пак поради опасения, че гръцките власти ще навредеят на роднините му по-късно, ако се срещне с тях. Като кореспондент в София интервюира Иван Михайлов, Цар Борис III, Владо Черноземски и др. Посещава страната ни няколко пъти през първата половина на 1930-те години и прави репортажи за междуособиците в македонското освободително движение. До това време той членува в про-българската МПО и симпатизира на дясното крило на ВМРО под ръководството на Михайлов. През 1933 г. в САЩ е създаден специален „Комитет за защита на македонските права и свободи“ с председател Христов. Този комитет изпраща специална делегация в която посещава Атина и Белград. Там тя протестира срещу преследванията на българите, останали след Първата световна война в границите на Гърция и Югославия. По време на престоя си в София делегацията изразява публично недоволството си във връзка с междуособиците и политическите убийства. Въз основа на интервютата и контактите си публикува през 1935 г. книгата си „Герои и палачи“, в която описва борбите на македонските българи.. Книгата той определя като разочаровала сънародниците му, защото я бил писал от гледна точка на един американски писател.
През 1938 г. издава автобиографичната си книга „Това е моята страна: Автобиография“, в която определя себе си и близките си като българи от Македония. През 1943 година в България е публикуван превод на романа му „Мара“ под заглавието „Една българка“.. Други негови книги са „Лъвът от Янина“ (1941), „Моят американски хаджилък“ (1947), „Орелът и щъркът: Американски спомени“ (1976). По време на Втората световна война Христов е аналитик по въпросите на балканските партизански движения в отдела за военни прогнози на Пентагона. Тогава и се жени за Маргарет Утърс (сестра на един от прототипите във филма Гангстерски отдел Джери Утърс). Оттогава започва да симпатизира на комунистическите партизани на Йосип Броз Тито. Става член на левичарския Македонски народен съюз на Георги Пирински. През този период той радикално се македонизира.
При смъртта на Рузвелт през 1945 г. на бюрото му е намерена книгата на Христов „Това е моята страна: Автобиография“. Този факт го прави популярен и му помага да навлезе в американската политика. След 1944 г. се мести да живее в щата Вермонт, където заема позиции в обществената администрация. От 1951 – 1955 е член на долната камара на законодателния щатски орган (Vermont State House of Representatives), а от 1959 – 1972 е член на горната камара (Vermont State Senate), където му се носи славата на „оригинален“. В края на този период се пенсионира на 74-годишна възраст през 1972 г. В началото на 1950-те той повторно идва на Балканите като дописник на северноамериканското новинарско сдружение „НАНА“. Тогава посещава за първи път и останалата Югославия. На 23 октомври 1976 г. в писмо до Христо Низамов посочва, че е роден като българин и че е имало само български език, а с "македонски" се посочвало само български диалект. През 1980 г. посещава отново СФРЮ, където му е присъдена титлата доктор хонорис кауза на Скопския университет.
Избраните му произведения са издадени на македонската литературна норма през 1985 година. През същата година дава одобрението си във всичките му творби, пасажите, отнасящи се до него и съдръжащи идентификациите българин и български, да бъдат заменени с македонец и македонски. През 1986 година става член на Македонската академия на науките и изкуствата и почетен член на Дружеството на писателите на Македония. Умира на 24 януари 1996 г. в град Дувър, окръг Уиндъм на щата Върмонт в дълбока старост. След смъртта му в града е поставена паметна плоча в негова чест.